# Irn-Bru
Irn-Bru (спотворене англ. Iron Brew — «залізне варево») — безалкогольний газований напій, випускається в шотландському місті Камбернолд фірмою Barr з Глазго.
В Шотландії «Айрн-Брю» вважається національним напоєм і входить до числа найбільш продаваних газованих напоїв, на рівних конкуруючи з такими глобальними брендами, як Кока-Кола і Пепсі.

## Історія
Strachan’s brew, прототип сучасного «Айрн-Брю», був представлений публіці в 1901 році в шотландському Фолкерке. Незважаючи на те, що ця дата є офіційною, в архівних документах компанії Barr є записи про те, що напій під назвою Iron Brew вже випускався двома роками раніше і до травня 1898 року мав високі продажі.
Сучасна назва Irn-Bru з'явилося у липні 1946. У цей час компанія Barr зареєструвала торгову марку. У 1980 році з'явився низькокалорійний «Айрн-Брю» (з 1991 року випускається як дієтичний «Айрн-Брю»), а у 2006 року — енергетичний напій «Айрн-Брю-32».
27 січня 2010 року Британський департамент харчової стандартизації запропонував фірмі AG Barr відмовитися від додавання в напій двох синтетичних барвників.
У 2016 році був випущений новий варіант дієтичного «Айрн-Брю» Irn-Bru Xtra, відрізняється від старого варіанта більш сучасним логотипом і не містить цукру, за аналогією з Coca-Cola Zero і Pepsi Max.
У січні 2018 року компанія Barr змінила склад напою у зв'язку з майбутнім введенням «податку на цукор» у квітні 2018 року в Великобританії. Знизивши вміст цукру до 5 г на 100 мл, Barr змогла звільнитися від податку.
У травні 2019 року компанія Барр анонсувала новий варіант енергетичного напою Irn-Bru під назвою Irn-Bru Energy, який було випущено 1 липня 2019 року.

## Склад
Очищенная питна вода, цукор, двоокис вуглецю, ідентичний натуральному ароматизатор «„Айрн-Брю“», регулятори кислотності E330 і E381, консервант E211, кофеїн (не більше 110 мг/л), барвники E110 і E124.
«Айрн-Брю» відомий своїм прозорим яскраво-жовтогарячим кольором.